# Ponte Internacional Bella Unión - Barra do Quaraí
A Ponte Internacional Bella Union - Barra do Quaraí, inaugurada em 1976, está localizada no Rio Quaraí, no km 636 da Rota 3, que lhe permite conectar-se à rede rodoviária brasileira através da BR 472. Conecta a cidade de Bella Unión no Uruguai com a cidade de Barra do Quaraí no Brasil.
Construído com concreto, com um comprimento total de 670 m e uma largura de rodagem de 8,5 m, é um cruzamento de fronteira importante no eixo do Mercosul, que pode ser impulsionado pelo projeto da ponte Bella Unión - Monte Caseros, com a Argentina.
Há também uma ponte ferroviária, inaugurada em 3 de junho de 1915, que serviu como transporte de carga e passageiros de trem da Barra do Quaraí e Uruguaiana, para Bella Unión e Salto. Esta ponte não é utilizada desde as últimas décadas do século XX.